# 格特拉克
格特拉克（Getrag）是世界上最大的私家車和商務車的傳動系統製造商。總部位于德國下格魯彭巴赫。1935年5月1日公司成立于路德維希港。目前在世界上有23個分部，共約13,250名員工。在中國上海、南昌、于都、武漢、贛州設有分部。
格特拉克還建了三家合資企業：在科隆和福特汽車合建了格特拉克-福特變速箱有限公司，在南昌和江鈴汽車合建了格特拉克（江西）傳動系統有限公司，在武漢和東風汽車合建了東風-格特拉克汽車變速箱有限公司。